# 東京都道・神奈川県道2号東京丸子横浜線

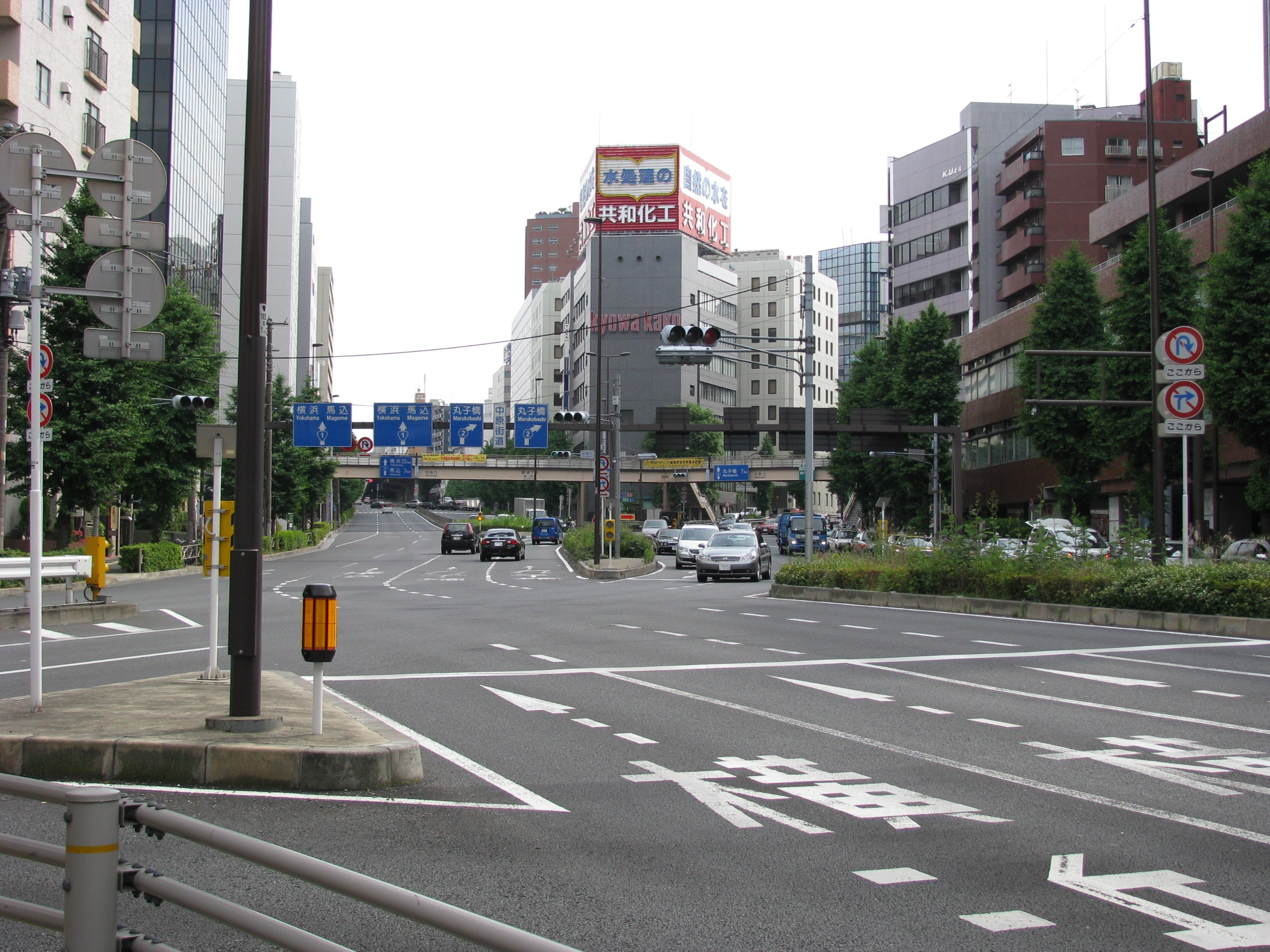
中原口交差点
左方が国道1号・第二京浜、右方が東京都道2号・中原街道

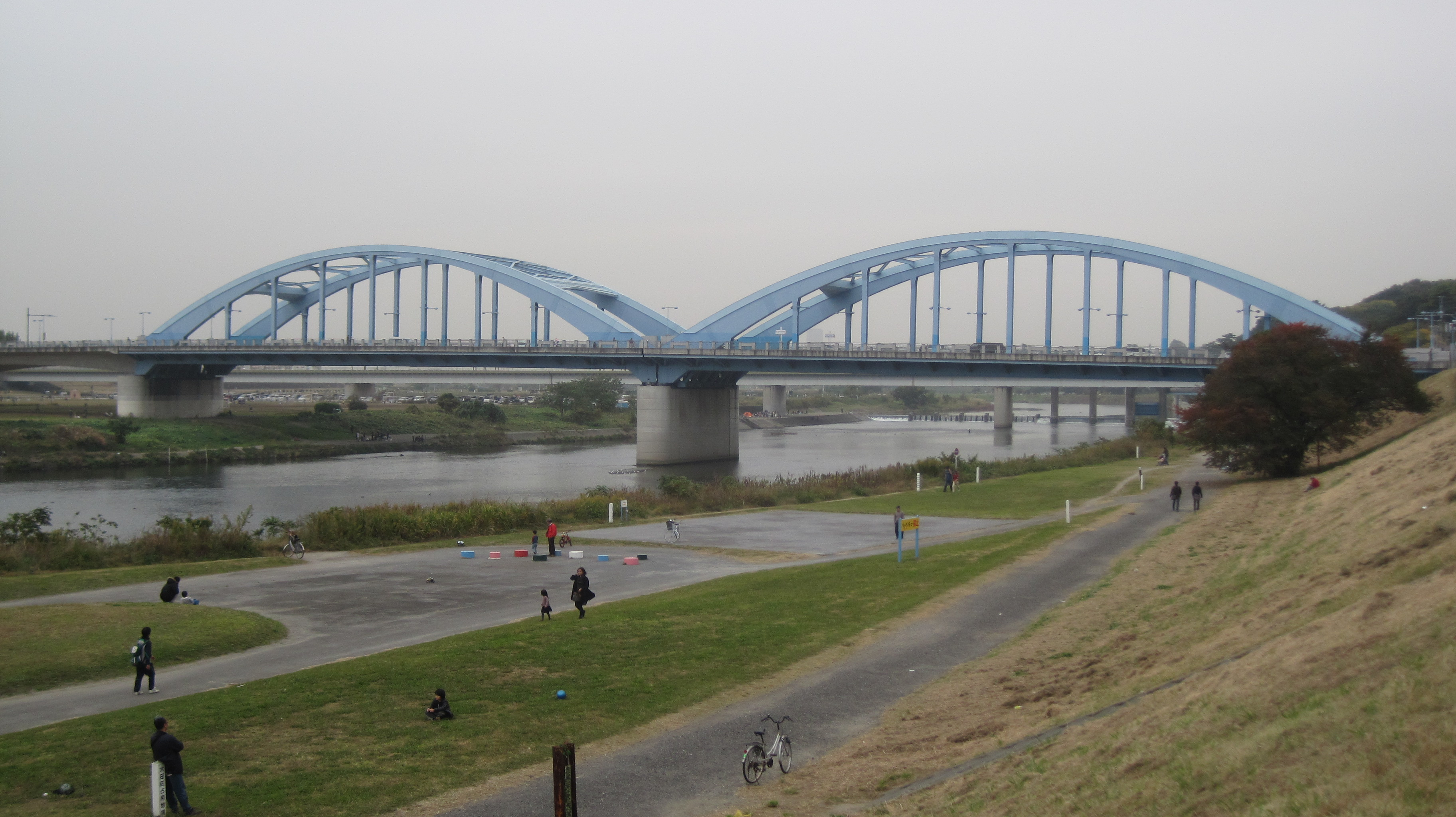
丸子橋

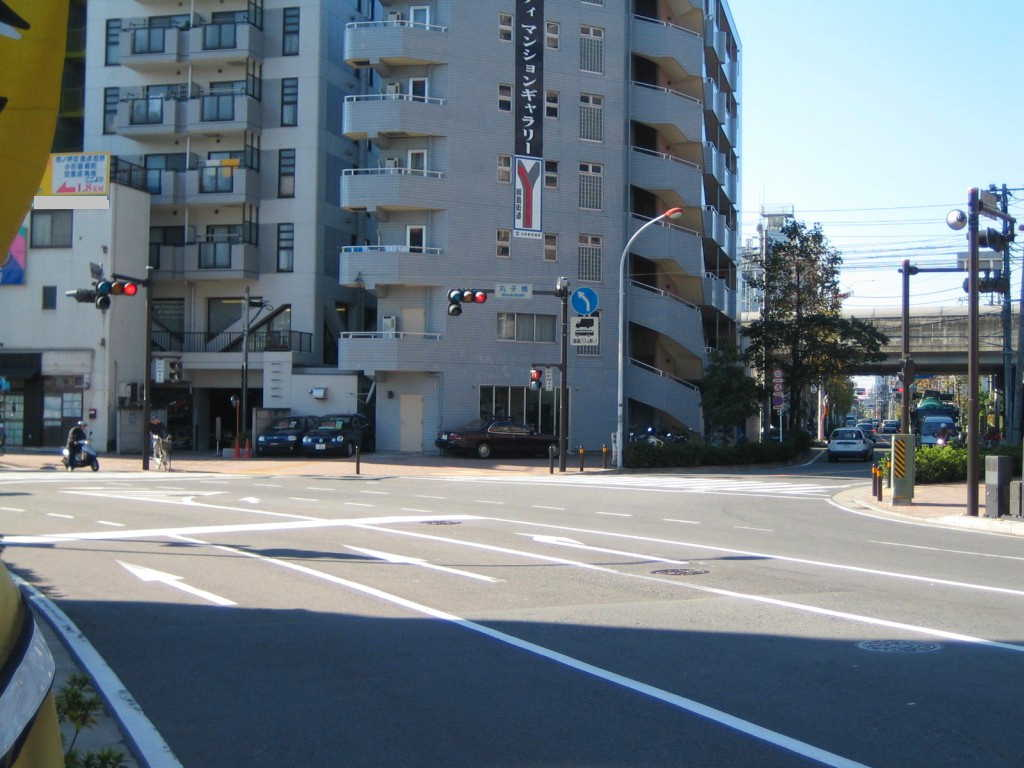
丸子橋交差点 三叉路の左側が綱島街道、手前側と右側が中原街道

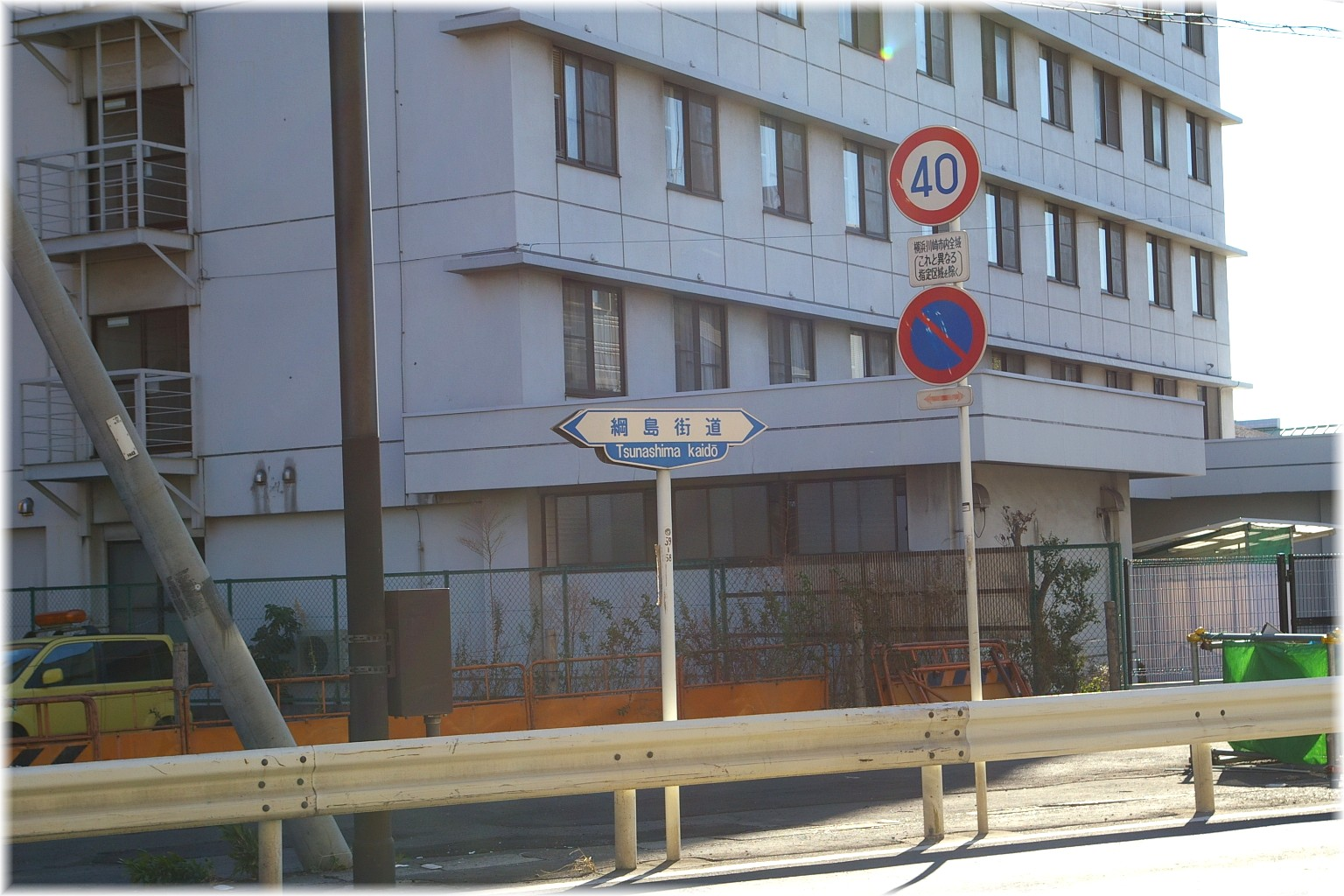
道標

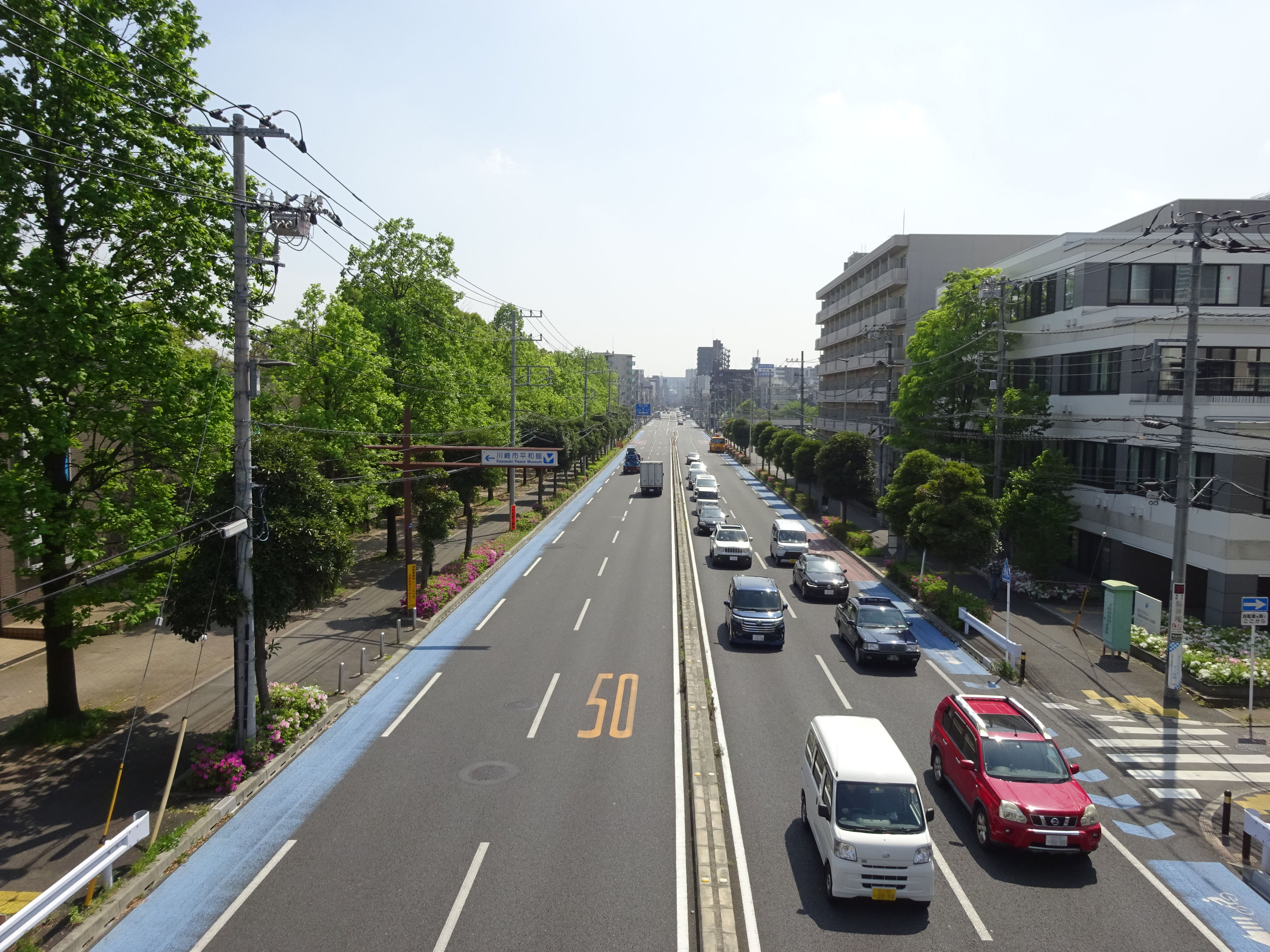
川崎市中原区木月住吉町付近

東京都道・神奈川県道2号東京丸子横浜線（とうきょうとどう・かながわけんどう2ごう とうきょうまるこよこはません）は、東京都品川区西五反田から神奈川県横浜市神奈川区浦島丘に至る主要地方道である。丸子橋交差点を境にして、五反田方面を中原街道、綱島方面を綱島街道と通称される。

## 概要
- 起点：東京都品川区西五反田七丁目（中原口交差点・国道1号線交点）  品川区西五反田7丁目25-19共和ビル前に0キロポストがあり、東京都第二建設事務所の管内図[1]でもここを0kmとしている。大崎広小路～中原口交差点は本路線ではなく東京都道317号環状六号線の支線である。また、大崎郵便局前交差点は本路線の支線の終点であり、起点ではない。[2]
- 終点：神奈川県横浜市神奈川区浦島丘（浦島丘交差点）
- 路線延長
  - 東京都区間 7,210 m（実延長、2013年4月1日現在）[3]
  - 川崎市区間 3,276 m（実延長、2013年4月1日現在）[4]
  - 横浜市区間 9,540 m（実延長、2014年4月1日現在）[5]
- Google マップ

## 歴史
現在の洗足付近から丸子橋付近までと綱島付近から港北区篠原付近までは、鎌倉時代に造られた鎌倉街道下の道の一部を原形としている。
室町時代から江戸時代初期、後北条氏の本城である小田原城と支城である江戸城とを結ぶ中原街道が造られ、その後徳川家康により整備された。
1920年（大正9年）4月1日、「東京府告示第百六十二號」（府縣道ノ認定）、および「神奈川縣告示第百二十二號」（府縣道ノ認定）により、東京府道19号下大崎川和線、神奈川県道都田下大崎線（この内、中原口から丸子橋までが相当）、および神奈川県道神奈川溝ノ口線（この内、綱島から菊名までが相当）が指定された。その後、京浜国道の六郷橋と府県道東京厚木線の二子橋との間に橋がなかったことや、京浜国道の交通飽和を緩和することなどが急務になったことから丸子橋が架設されることになり、1935年（昭和10年）5月11日に初代の橋が開通した。
1936年（昭和11年）9月25日、「内務省告示第五百十六號」（指定府縣道竝指定地方費道）により、東京府道5号東京神奈川線、および神奈川県道8号神奈川上丸子線に指定された。なお、菊名以南は、現在の旧綱島街道と六角橋から神奈川区役所を経て国道15号の滝の橋付近に至る道路である。
1954年（昭和29年）1月20日、建設省（現・国土交通省）が「告示第十六号」（主要な都道府県道及び市道）により主要地方道五反田丸子東神奈川線として、翌1955年（昭和30年）3月4日には「神奈川県告示第百三十六号」により神奈川県主要地方道東京丸子横浜線として、同年12月15日には「東京都告示第千五十八号」により東京都主要地方道東京丸子横浜線として指定された。
1993年（平成5年）5月11日、「建設省告示第千二百七十号」（道路法第五十六条の規定に基づく主要な都道府県道及び市道）により、現在の東京都道・神奈川県道2号東京丸子横浜線を主要地方道に再認定された。

## 路線状況

### 通称
- 中原街道（東京都品川区・中原口交差点 - 神奈川県川崎市中原区・丸子橋交差点）
- 綱島街道（神奈川県川崎市中原区・丸子橋交差点 - 横浜市神奈川区・浦島丘交差点）

通称名は、川崎市中原区の丸子橋交差点から、主に東京都内になる北側が「中原街道」、神奈川県内になる南側が「綱島街道」となっている。なお、同交差点から西方向（横浜市緑区中山町・神奈川県茅ヶ崎市方面）へ分岐する神奈川県道45号丸子中山茅ヶ崎線も、川崎市内および横浜市内の区間が「中原街道」と通称されている。その由来については中原街道に詳しい。

### 重複区間
- 神奈川県道・東京都道140号川崎町田線（横浜市港北区・大綱橋交差点 - 樽町交差点）

### 道路施設
- 丸子橋（多摩川）
- 大綱橋（鶴見川）

### 都市計画路線名
- 放射2号線（東京都品川区）：当道の西五反田七丁目から荏原二丁目までの区間。延長1,255 m。事業効果として、地域の防災性や交通の円滑化、都市景観の創出などが挙げられている[10]。

### 交通データ
平成27年（2015年）度時点での、道路交通センサスによる東京丸子横浜線の各観測地点での交通量はそれぞれ以下の通りである。（いずれも12h計）
| 観測地点 | 観測地点                   | 自動車類大型車台数（上下合計） | 自動車類小型車台数（上下合計） | 二輪車類 | 自転車類 | 歩行者類 | 車道部幅員 | 上り歩道幅員 | 下り歩道幅員 | 車線数 | 指定最高速度 |
| -------- | -------------------------- | ------------------------------ | ------------------------------ | -------- | -------- | -------- | ---------- | ------------ | ------------ | ------ | ------------ |
| 東京都   | 品川区旗の台5-15-15        | 2,666台                        | 27,685台                       | 2,171台  | 2,708台  | 2,027人  | 17.00 m    | 2.3 m        | 2.3 m        | 4      | 50 km/h      |
| 東京都   | 大田区南千束2-33           | 3,402台                        | 25,819台                       | 2,123台  | 2,216台  | 3,478人  | 16.00 m    | 3.2 m        | 3.2 m        | 4      | 50 km/h      |
| 東京都   | 大田区田園調布本町32       | 2,190台                        | 22,704台                       | 1,987台  | 2,445台  | 1,356人  | 16.00 m    | 3.2 m        | 3.2 m        | 4      | 50 km/h      |
| 神奈川県 | 川崎市中原区丸子通1丁目467 | 2,496台                        | 22,559台                       | 2,234台  | 2,142台  | 822人    | 17.00 m    | 3.6 m        | 3.2 m        | 4      | 40 km/h      |
| 神奈川県 | 川崎市中原区新丸子東3-1156 | 2,221台                        | 13,784台                       | 1,151台  | 2,016台  | 2,006人  | 17.00 m    | 4.0 m        | 4.0 m        | 4      | 40 km/h      |
| 神奈川県 | 川崎市中原区木月住吉町33   | 2,294台                        | 17.827台                       | 1,644台  | 2,500台  | 2,114人  | 17.00 m    | 4.0 m        | 4.0 m        | 4      | 40 km/h      |
| 神奈川県 | 川崎市中原区木月4-32       | 1,538台                        | 14,117台                       | -        | -        | -        | 17.00 m    | 4.0 m        | 4.0 m        | 4      | 40 km/h      |

### 将来の対策など
- 緊急輸送道路として、東京都内の都道2号間は全ての区間で、第一次緊急輸送道路に分類されている[13]。

## 地理
東急池上線や東急東横線が付近を並走する。また、付近には洗足池・桜坂・多摩川台公園の桜や大倉山公園の梅など、花の名所がある。

### 通過する自治体
- 東京都
  - 品川区 - 大田区
- 神奈川県
  - 川崎市（中原区） - 横浜市（港北区 - 鶴見区 - 神奈川区）

### 交差する道路
| 通称                                      | 交差する道路                              | 交差場所 | 交差場所      | 交差場所         | 交差場所                             |
| ----------------------------------------- | ----------------------------------------- | -------- | ------------- | ---------------- | ------------------------------------ |
| 支線                                      | 東京都道317号環状六号線 / 山手通り        | 東京都   | 品川区        | 品川区           | 大崎郵便局前交差点（支線終点）       |
| 中原街道                                  | 国道1号 / 第二京浜                        | 東京都   | 品川区        | 品川区           | 中原口交差点（起点）                 |
| 中原街道                                  | 首都高速2号目黒線                         | 東京都   | 品川区        | 品川区           | 荏原出入口                           |
| 中原街道                                  | 東京都道420号鮫洲大山線 / 26号線通り      | 東京都   | 品川区        | 品川区           | 平塚橋交差点                         |
| 中原街道                                  | 東京都道318号環状七号線 / 環七通り        | 東京都   | 大田区        | 大田区           | 南千束交差点（長原陸橋）             |
| 中原街道                                  | 東京都道311号環状八号線 / 環八通り        | 東京都   | 大田区        | 大田区           | 田園調布警察前交差点（田園調布陸橋） |
| 中原街道                                  | 東京都道11号大田調布線 / 多摩堤通り       | 東京都   | 大田区        | 大田区           | 丸子橋交差点（北詰）                 |
| 中原街道                                  | 川崎市主要地方道幸多摩線 / 多摩沿線道路   | 神奈川県 | 川崎市        | 中原区           | 丸子橋（接続なし）                   |
| 中原街道                                  | 神奈川県道45号丸子中山茅ヶ崎線 / 中原街道 | 神奈川県 | 川崎市        | 中原区           | 丸子橋交差点（南詰）                 |
| 綱島街道                                  | 神奈川県道45号丸子中山茅ヶ崎線 / 中原街道 | 神奈川県 | 川崎市        | 中原区           | 丸子橋交差点（南詰）                 |
| 川崎市道川崎駅丸子線（支線）              | 上丸子小学校前交差点                      | 神奈川県 | 川崎市        | 中原区           |                                      |
| 国道409号 府中街道                        | 市ノ坪交差点                              | 神奈川県 | 川崎市        | 中原区           |                                      |
| 神奈川県道14号鶴見溝ノ口線 / 尻手黒川道路 | 木月四丁目交差点                          | 神奈川県 | 川崎市        | 中原区           |                                      |
| 神奈川県道102号荏田綱島線                 | 横浜市                                    | 神奈川県 | 港北区        | 北綱島交差点     |                                      |
| 神奈川県道106号子母口綱島線               | 横浜市                                    | 神奈川県 | 港北区        | 綱島交差点       |                                      |
| 神奈川県道140号川崎町田線                 | 横浜市                                    | 神奈川県 | 港北区        | 大綱橋交差点     |                                      |
| 神奈川県道140号川崎町田線                 | 横浜市                                    | 神奈川県 | 港北区        | 樽町交差点       |                                      |
| 横浜市道大倉山第201号線 / 太尾道          | 横浜市                                    | 神奈川県 | 港北区        | 大倉山交差点     |                                      |
| 横浜市道環状2号線                         | 横浜市                                    | 神奈川県 | 港北区        | 大豆戸交差点     |                                      |
| 旧綱島街道                                | 横浜市                                    | 神奈川県 | 港北区        |                  |                                      |
| 横浜市道大田神奈川線                      | 横浜市                                    | 神奈川県 | 港北区 鶴見区 | 法隆寺交差点     |                                      |
| 横浜市主要地方道85号鶴見駅三ツ沢線        | 横浜市                                    | 神奈川県 | 港北区 鶴見区 | 港北小入口交差点 |                                      |
| 国道1号 / 第二京浜                        | 横浜市                                    | 神奈川県 | 神奈川区      | 浦島丘交差点     |                                      |

### 沿線の他交通機関
- JR山手線 : 五反田駅（駅付近）
- 東急池上線 : 五反田駅・大崎広小路駅・戸越銀座駅・荏原中延駅・旗の台駅・長原駅・洗足池駅・雪が谷大塚駅（駅付近）
- 東急大井町線 : 旗の台駅（駅付近）
- 東急多摩川線 : 多摩川駅・沼部駅（駅付近）
- 東急東横線・目黒線 : 多摩川駅・新丸子駅・武蔵小杉駅・元住吉駅・日吉駅（駅付近）
- 東急東横線 : 綱島駅・大倉山駅・菊名駅・妙蓮寺駅（駅付近）
- JR横須賀線・南武線 : 武蔵小杉駅（駅付近）
- JR武蔵野南線 : 小杉トンネル（鉄道側がトンネル）
- 横浜市営地下鉄4号線 : 日吉駅（鉄道側が地下）
- JR横浜線 : 菊名駅（駅付近）・法隆寺付近トンネル（鉄道側がトンネル）
- JR東海道新幹線 : 武蔵小杉 - 大倉山付近で併走（大倉山付近で鉄道側高架による立体交差）
- JR東海道貨物線 : 新横浜トンネル（鉄道側がトンネル）
- 京急本線 : 子安駅・神奈川新町駅（駅付近）

### 周辺の施設
| 施設                       | 所在地   |
| -------------------------- | -------- |
| TOCビル                    | 東京都   |
| 荏原平塚学園               | 東京都   |
| 荏原郵便局                 | 東京都   |
| 荏原警察署                 | 東京都   |
| 昭和台東病院               | 東京都   |
| 品川区第二延山小学校       | 東京都   |
| 昭和大学                   | 東京都   |
| 昭和台病院                 | 東京都   |
| 品川区立清水台小学校       | 東京都   |
| 香蘭女子校中学校・高等学校 | 東京都   |
| 大田区立大森第六中学校     | 東京都   |
| 洗足池公園                 | 東京都   |
| 大田区立洗足池小学校       | 東京都   |
| 文教大学附属小学校         | 東京都   |
| 大田区立調布大塚小学校     | 東京都   |
| 田園調布郵便局             | 東京都   |
| 田園調布警察署             | 東京都   |
| 川崎市立上丸子小学校       | 神奈川県 |
| グランツリー武蔵小杉       | 神奈川県 |
| 中原消防署                 | 神奈川県 |
| 川崎市立東住吉小学校       | 神奈川県 |
| 関東労災病院               | 神奈川県 |
| 中原平和公園               | 神奈川県 |
| 住吉高等学校               | 神奈川県 |
| 慶應義塾大学               | 神奈川県 |
| Tsunashima SST             | 神奈川県 |
| 大倉山記念病院             | 神奈川県 |
| 東横学園大倉山高等学校     | 神奈川県 |
| 港北区役所                 | 神奈川県 |
| 港北郵便局                 | 神奈川県 |
| 菊名記念病院               | 神奈川県 |
| 法隆寺                     | 神奈川県 |
| 横浜市立港北小学校         | 神奈川県 |
| 横浜市立神奈川中学校       | 神奈川県 |
| 横浜創英中学校・高等学校   | 神奈川県 |
| 横浜市立浦島丘中学校       | 神奈川県 |